# لواء الشهيد نوبار أوزانيان
لواء الشهيد نوبار أوزانيان (بالأرمنية: Նահատակ Նուպար Օզանեան Գումարտակ)‏، (بالكردية: Tabura Şehid Nubar Ozanyan)‏ هي منظمة عسكرية أرمنية في سوريا وجزء من قوات سوريا الديمقراطية. تأسس اللواء في كنيسة مرزية في تل غوران في 24 أبريل 2019 في الذكرى 104 للإبادة الجماعية الأرمنية.
تم تسمية اللواء على اسم نوبار أوزانيان، وهو ثوري ماركسي لينيني أرمني المولد تركي، وكان قائد تيكو، الجناح المسلح للحزب الشيوعي التركي / الماركسي اللينيني، في سوريا خلال معركة الرقة عام 2017، التي قُتل فيها.
ذكر اللواء أن أهدافه هي الدفاع عن الأقلية الأرمنية ولغتها وثقافتها وجميع شعوب الإدارة الذاتية لشمال وشرق سوريا من تنظيم الدولة الإسلامية والدولة التركية، التي وصفها بأنها «الممثلة الحالية لجمعية الاتحاد والترقي الفاشي».
في 14 أغسطس 2019، عقد لواء الشهيد نوبار أوزانيان والحزب الشيوعي التركي الماركسي اللينيني احتفالًا مشتركًا لإحياء الذكرى الثانية لوفاة أوزانيان خلال معركة الرقة حضره ممثلون من عدة ميليشيات من قوات سوريا الديمقراطية وجماعات متمردة شيوعية تركية من تابور الحرية العالمي.